# Утенбах

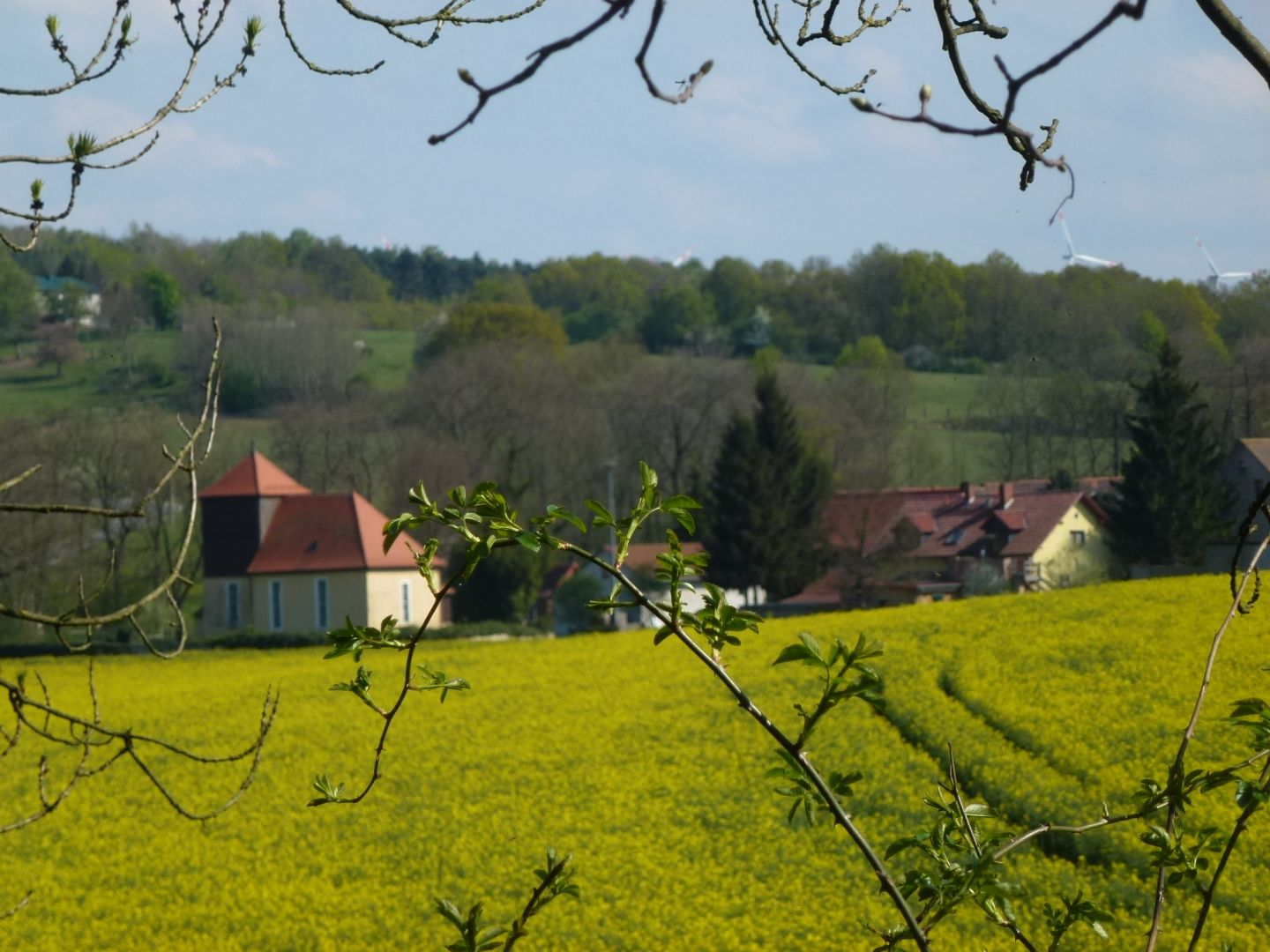
Утенбах

Утенбах (нем. Utenbach) — деревня в Германии, в земле Саксония-Анхальт. Входит в состав общины Мертендорф района Бургенланд. 

## История
Впервые упоминается в 1300 году.
Ранее Утенбах имела статус общины (коммуны), подразделявшейся на 2 сельских округа. Население общины составляло 134 человека (на 31 декабря 2006 года). Занимала площадь 5,08 км².
31 декабря 2009 года Утенбах вошла в состав общины Мертендорф. Последним бургомистром общины Утенбах был Фридхельм Дудерштедт.